# Aeroportul Big Lake
Aeroportul Big Lake (IATA: BGQ, ICAO: PAGQ, FAA LID: BGQ) este un aeroport din Alaska, Statele Unite ale Americii ce deservește zona Big Lake⁠(d). A fost numit după zona deservită.
Situat la o altitudine de 48 m, aeroportul dispune de 1 pistă. Este operat de Alaska Department of Transportation & Public Facilities⁠(d).

## Infrastructură

### Piste
Aeroportul dispune de o singură pistă. Pista 7/25 are suprafața de pietriș și dimensiunile 2.450 picioare × 70 picioare. 